# 赛百味
是一家起源於美國的跨國快餐連鎖店，主要販售三明治和沙拉。2023年，被美國私募基金「洛克資本集團」（Roark Capital）併購。
截至2020年，已於全球拓展逾41,600間店，曾為全球展店數最多的速食餐廳。然而2021年被麥當勞超越，根據2022年SUBWAY新聞稿，全球逾37000間分店。

Subway最初的标识，使用於1965年到2002年。

Subway第二代标识，使用於2002年到2017年。

## 历史

### 公司

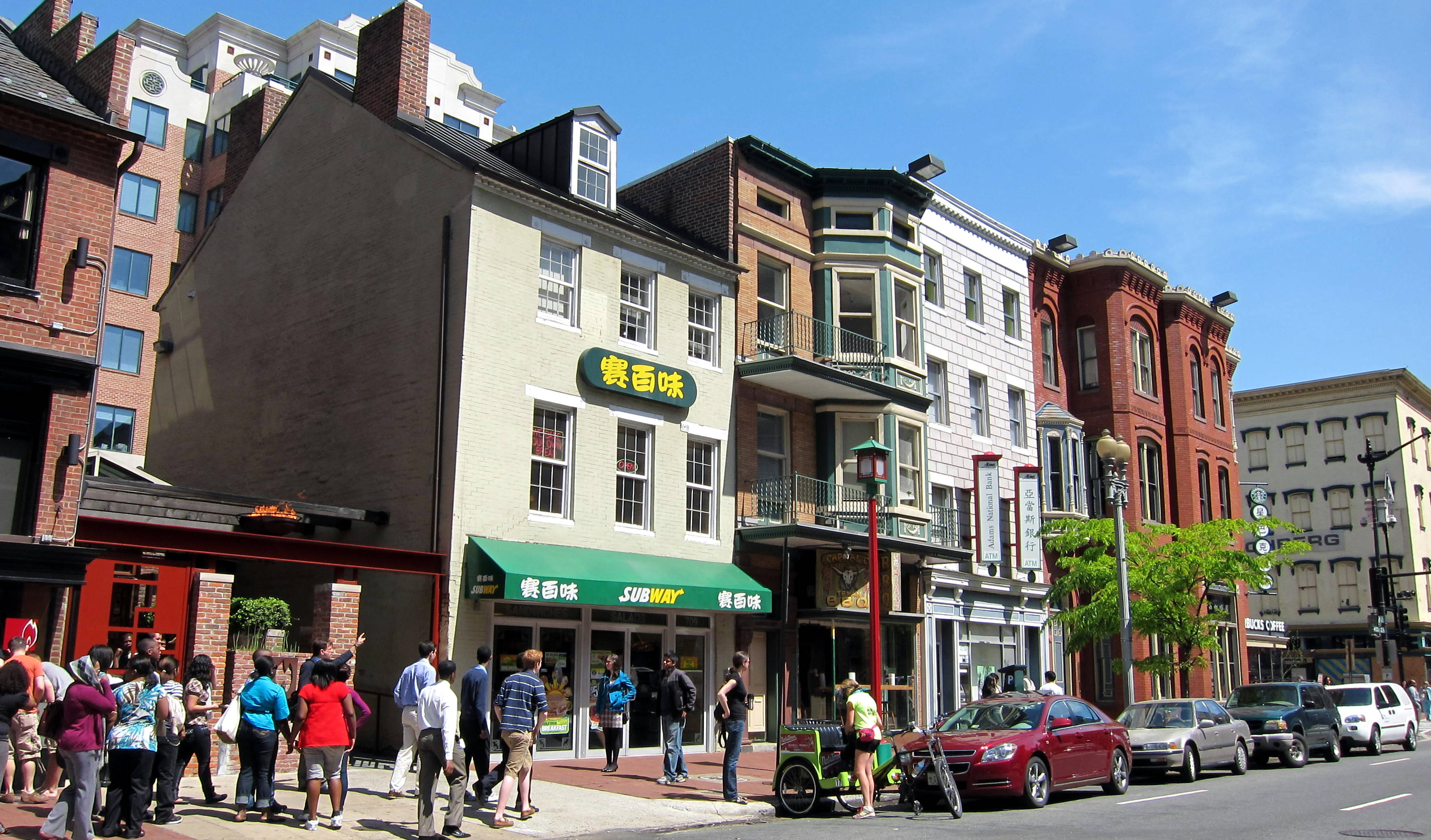
赛百味餐厅 - 華府華埠

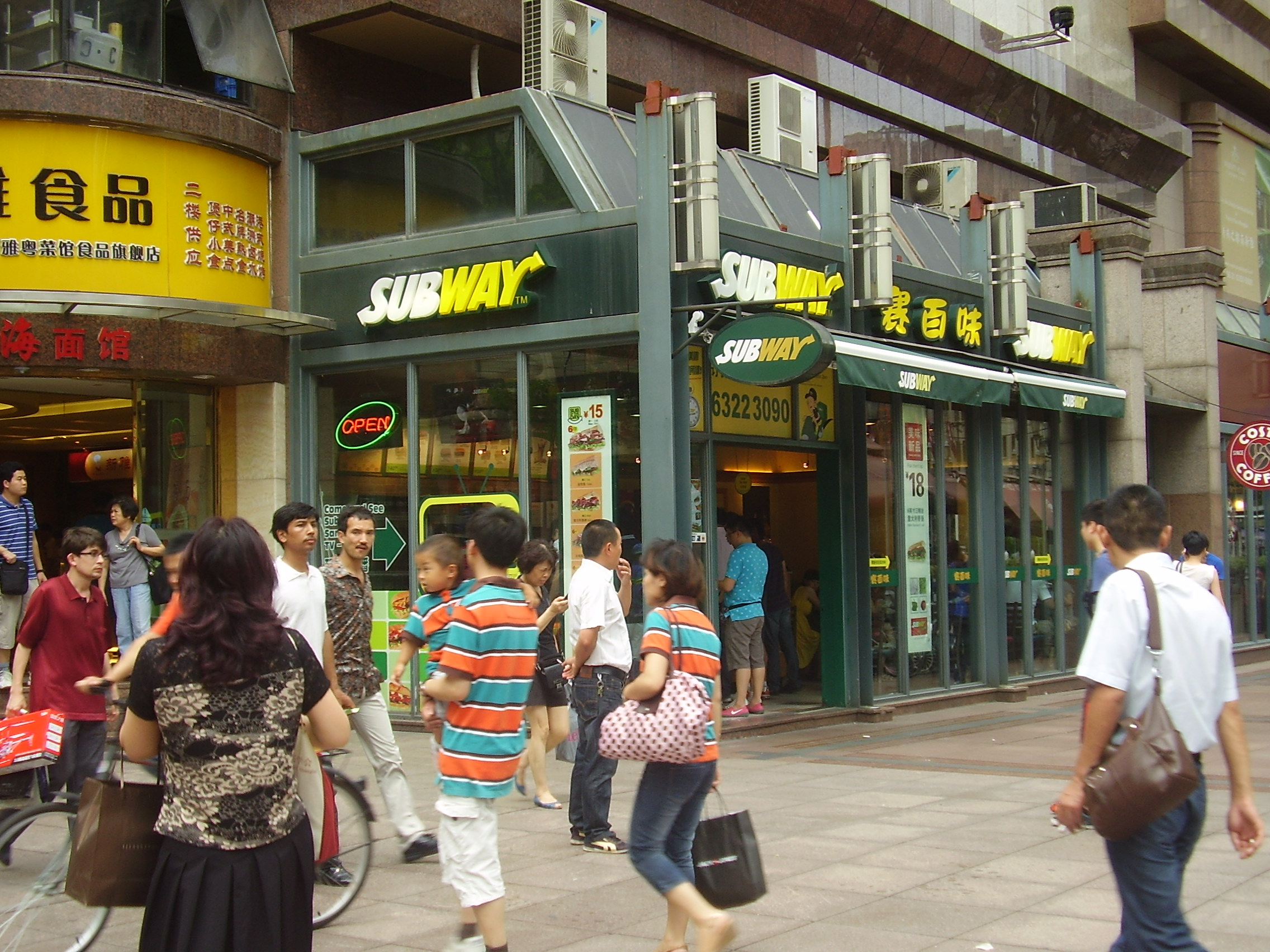
赛百味餐厅 - 上海

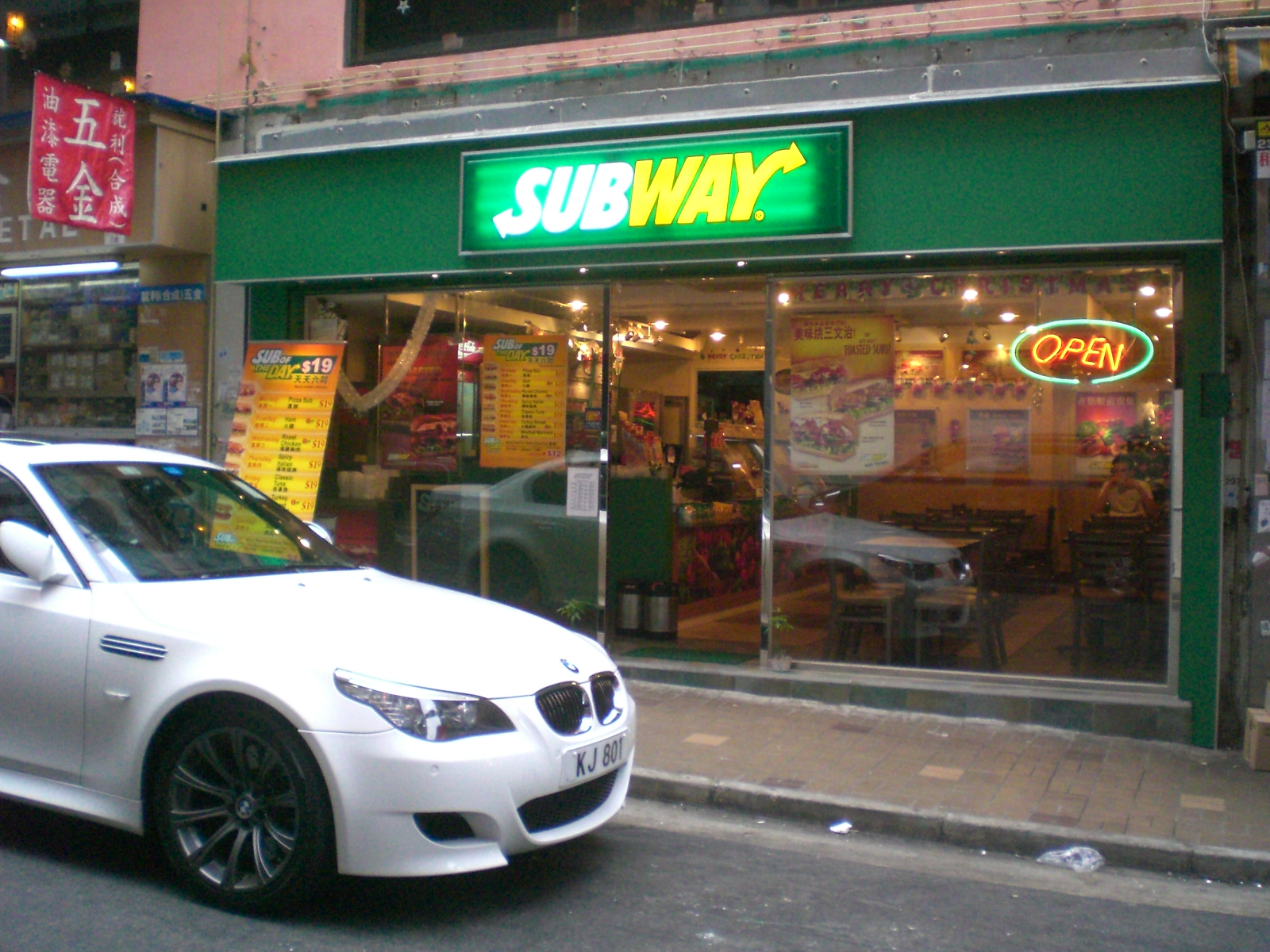
香港SUBWAY餐廳

Doctor's Associates是由佛雷德·德魯卡和彼得·巴克在1965年成立第一家店面後於隔年創立的公司，巴克是一位有博士學位的科學家，而迪盧卡夢想當一位醫師，因此他們便將名称定為Doctor's Associates，與任何醫療機構無關。

### 连锁店
1965年，17歲的佛雷德·迪盧卡向家族朋友彼得·巴克借了1,000美元成立了一間三明治商店，試著賺取大學學費，雖然地點普通，但是開張的那天門庭若市。在電台打廣告時，他們使用的是「彼得潛艇堡」（Pete's Submarines）這個名稱，但是與另一家餐廳的名稱類似，於是就換用，最後縮短成，沿用至今。
除了傳統餐廳外，Subway也鋪設不一樣的營業點，在沃爾瑪賣場設有超過900個據點，在軍事基地有200餘個據點（如伊拉克），五角大廈裡也有3個據點，大學校園的展店率相當的高。
2007年，福布斯雜誌中刊登迪盧卡是第242名最有錢的美國人，身價達15億美元。Subway在Entrepreneur雜誌被評為前500大連鎖店，2008年獲選為第二大連鎖店，第三大「發展最快連鎖店」，以及第一「全球連鎖店」，2012年資本額已達200億美元。

## 產品

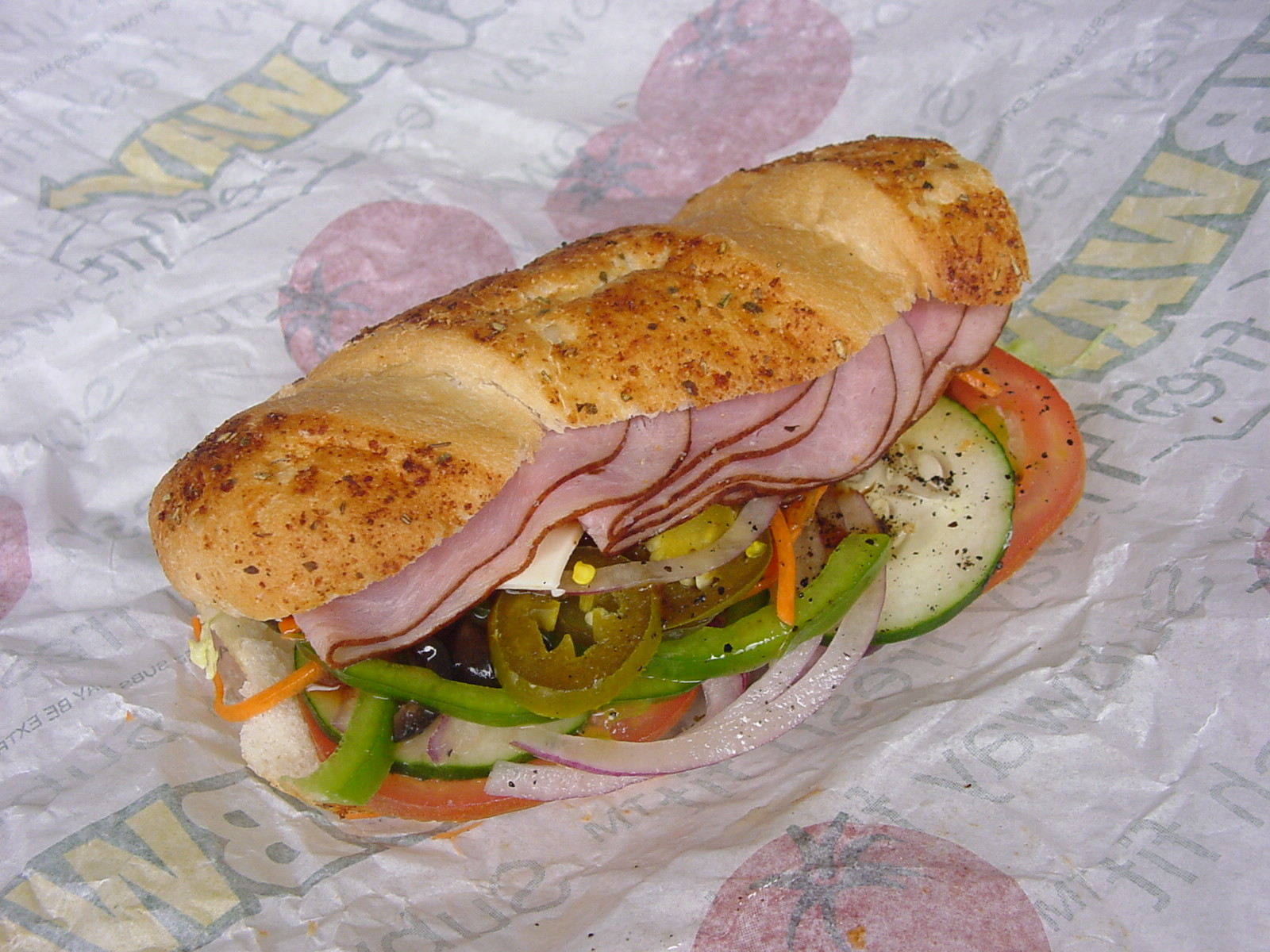
六吋長火腿潛艇三明治

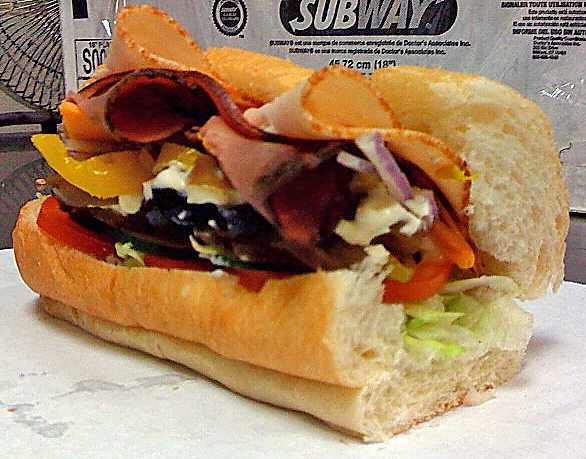
一个SUBWAY 6"俱乐部三明治

2000年，Subway增加季節性的麵包和一些特別的口味，2003年，開始只提供可口可樂的飲料，之前都是可口可樂或百事可樂擇一。為了讓可口可樂能壟斷Subway的飲料供應，可口可樂公司出資幫忙購買北美Subway的烤吐司爐，Subway因而能讓顧客選擇吐司的烘烤與否，以便與販賣潛艇堡的對手Quiznos競爭。
Subway的菜單會依據各分店、國家和市場的不同做調整，像是伊斯兰教地區就不提供火腿和其他豬肉食品。Subway的主要產品是潛艇三明治，分為六吋（约15cm）、一呎（即十二吋，约30cm）和四吋（约10cm）的迷你尺寸，全部的分店都提供萵苣、番茄、洋蔥、椒類、小黃瓜、橄欖、醃辣椒和酸黃瓜，此外根據市場還有胡蘿卜、玉米、蘿卜的選擇。如同其他速食餐廳一樣，Subway也有期間限定的產品，除了標準菜單外，也提供不同場合需求的產品，如三呎（约90cm）長的「特大號潛艇堡」（Giant Subs）和三明治拼盤。各国通常都提供的三明治包括:
- 意大利经典 （B.M.T.）
- 香烤鸡排
- 百味俱乐部  Subway Club
- 金枪鱼
- 百味牛肉丸  Meatball Marinara
- 香热奇士  Subway Melt
- 香葱照烧鸡排  Chicken Teriyaki
- 奇士牛排  Steak & Cheese

2008年，美國的Subway開始提供一呎長的5美元潛艇堡；台灣、香港和中國大陸的Subway則推出周一至周日的每日款式優惠，六吋（约15cm）潛艇堡只要新台幣69元/港幣19元/人民幣15元，成功提升業績。

### 特殊飲食產品
2006年，第一間符合猶太教教規的Subway餐廳在美國俄亥俄州克利夫蘭郊區開張，身為猶太教徒的傑瑞德·法哥也參加了開幕儀式。此餐廳不提供豬肉的產品，使用黃豆做的起司，菜單跟其他餐廳大同小異。之後，這種餐廳也在紐約、洛杉磯、堪薩斯城和巴爾地摩開張，也即將引進密爾瓦基、波士頓以及密西根州底特律的郊區。
伊斯蘭教地區的Subway餐廳提供符合其教規的清真食品，在英國和美國也有若干餐廳提供這樣的餐點。

### 其他產品
除了三明治外，某些Subway也提供早餐的餐點，如焙果、蛋和香腸的三明治，此外，也有販賣現點現做的個人披薩，以「加熱不到90秒」口號做為宣傳。

## 宣傳

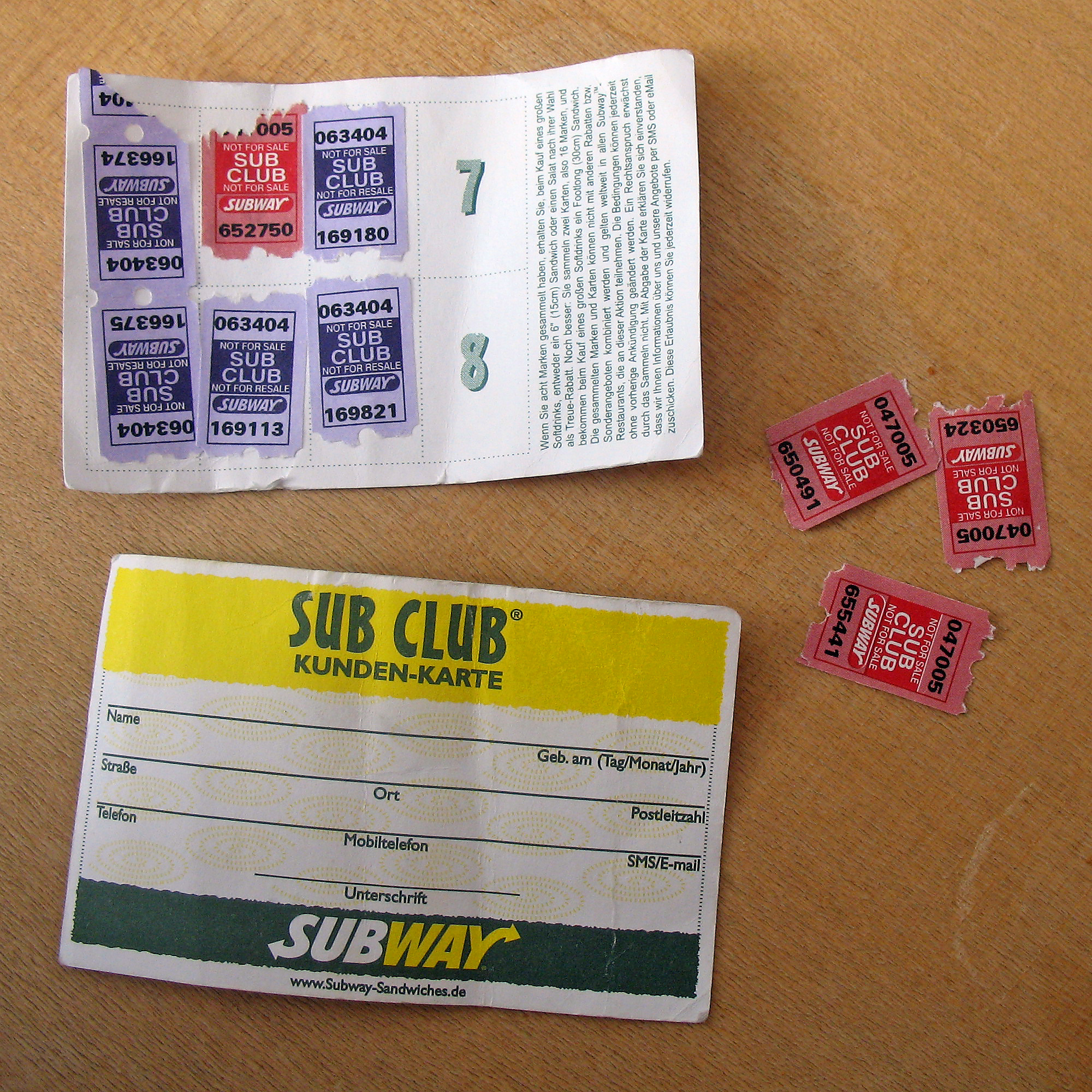
Sub Club集點卡和集點貼紙

Subway使用「eat fresh.」做為廣告宣傳口號，表明其三明治產品非常新鮮，是用新鮮食材，在顧客面前現點現做。
1999年，一名印第安那大學學生傑瑞德·法哥靠著其食品和運動減重，共瘦了245磅（110公斤），這個真人真事被公司用來宣傳其產品健康的一面，傑瑞德成了代言人。

### Sub Club
多年以來，Subway提供顧客一個回饋的機制，稱為「Sub Club」，購買一個六吋三明治能得到一張貼紙，一呎兩張，貼在集點卡，12張可免費換取一個六吋三明治，24張可換一個一呎三明治。之後，改為8張換一個六吋，16張換一呎。
2005年6月初，由於仿冒貼紙氾濫，Subway宣布停止這個回饋機制，也有人認為是因為員工竊取貼紙販售的緣故。目前，美國和加拿大已全面停止，其他地區則是自由決定，只剩下瑞典、波蘭、薩爾瓦多、芬蘭、德國、瓜地馬拉、中國（非全面）和巴西還持續。

## 全球分店

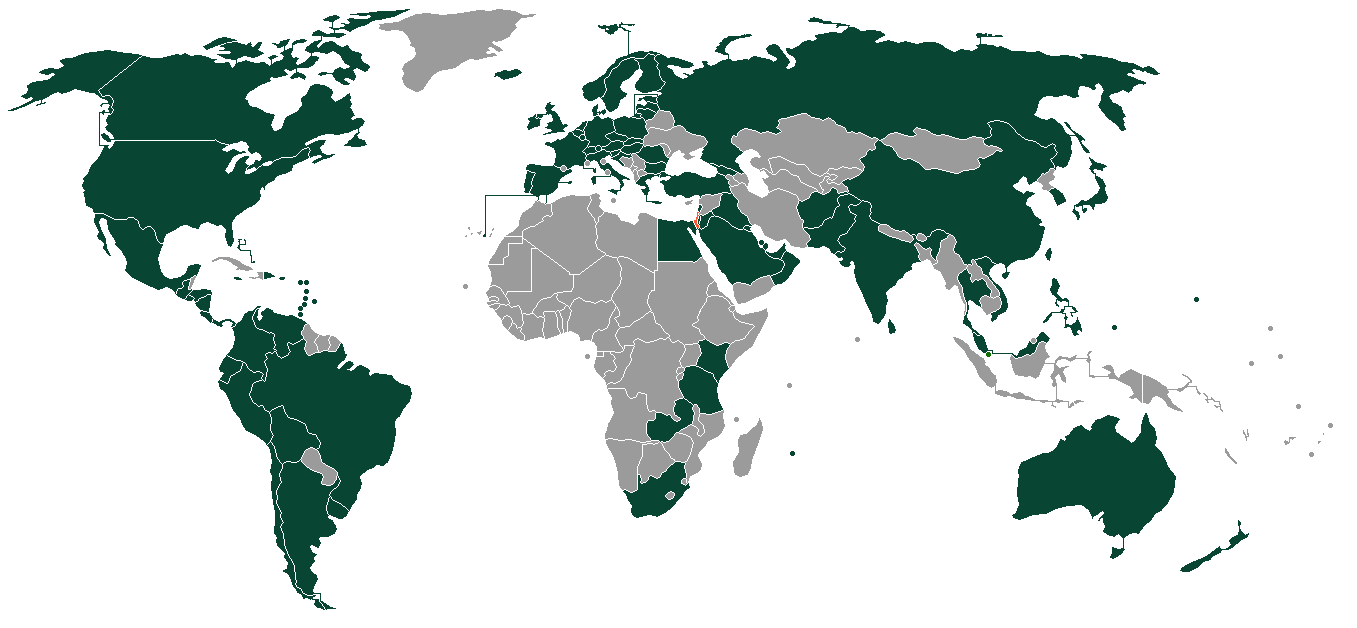
赛百味全球分店

Subway全球總部位在美國康乃狄克州米爾福德（Milford），海外有五個區域總部：歐洲分部位于荷蘭阿姆斯特丹，澳洲分部位于澳大利亞布利斯班，中東（西亞）分部位于黎巴嫩貝魯特，亞太分部位于新加坡，拉丁美洲分部位于美國佛羅里達州邁阿密。
目前台灣的業務由薩柏味亞洲國際開發有限公司負責加盟相關事宜，自1995年在台北天母開設了首家旗艦店開始，目前全台約135門市，員工數約為300人左右
。2022年原定退出俄羅斯，但由於是特許經營，故無法物理上結束授權。

| 非洲 - 埃及 - 坦桑尼亚 - 南非 - 尚比亞 東亞 - 中国大陆 - 香港 - 澳門 - 臺灣 - 日本 東南亞與南亞 - 阿富汗 - 印度 - 巴基斯坦 - 菲律賓 - 新加坡 - 马来西亚 - 泰國 - 越南 加勒比地區 - 阿鲁巴 - 巴哈马 - 开曼群岛 - 多米尼克 - 牙买加 - 圣卢西亚 - 波多黎各 - 千里達及托巴哥 | 歐洲 - 奥地利 - 比利时 - 保加利亚 - 捷克 - 芬兰 - 法國 - 德国 - 希腊 - 直布罗陀 - 匈牙利 - 冰島 - 爱尔兰 - 義大利 - 拉脫維亞 - 立陶宛 - 荷蘭 - 挪威 - 波蘭 - 葡萄牙 - 俄羅斯 - 斯洛維尼亞 - 西班牙 - 瑞典 - 英国 大洋洲 - 新西兰 - 關島 | 中東（西亞） - 巴林 - 伊拉克 - 以色列 - 约旦 - 科威特 - 黎巴嫩 - 阿曼 - 沙烏地阿拉伯 - 阿联酋 - 土耳其 北美洲 - 加拿大 - 美国 中美洲 - 墨西哥 - 尼加拉瓜 - 薩爾瓦多 南美洲 - 阿根廷 - 玻利维亚 - 巴西 - 智利 - 哥伦比亚 - 乌拉圭 - 委內瑞拉 |

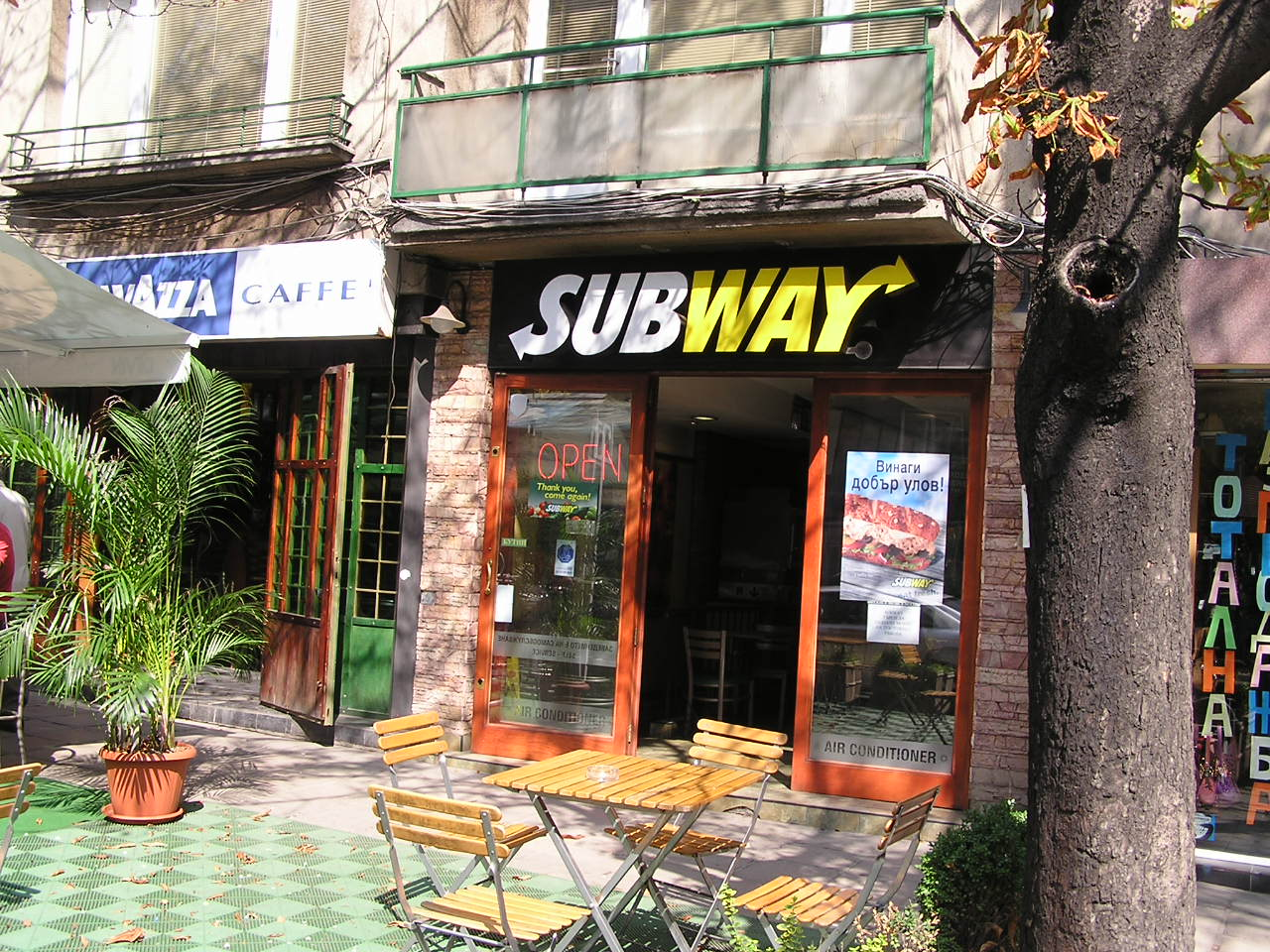
保加利亞，索菲亞
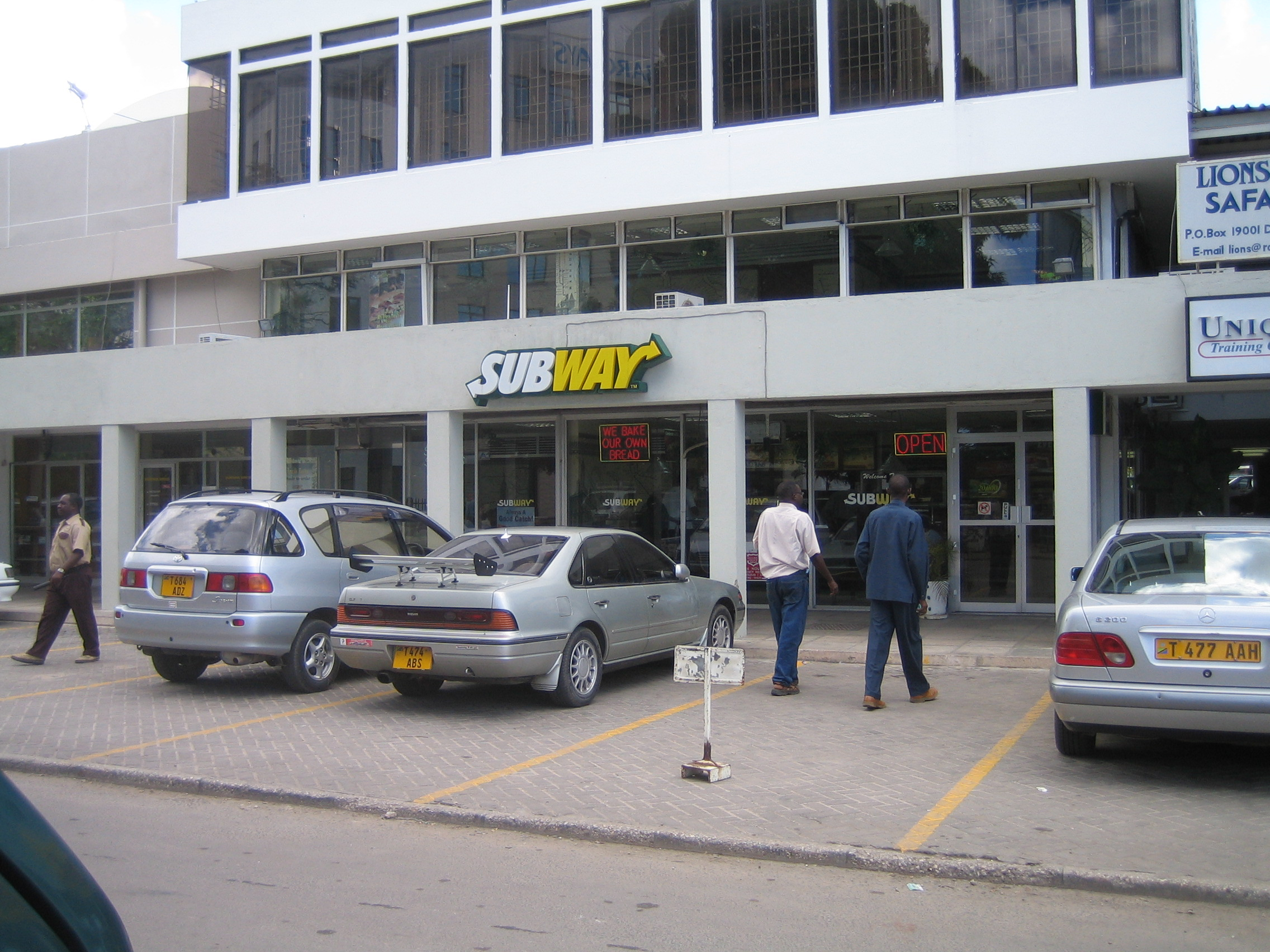
坦桑尼亞，三兰港
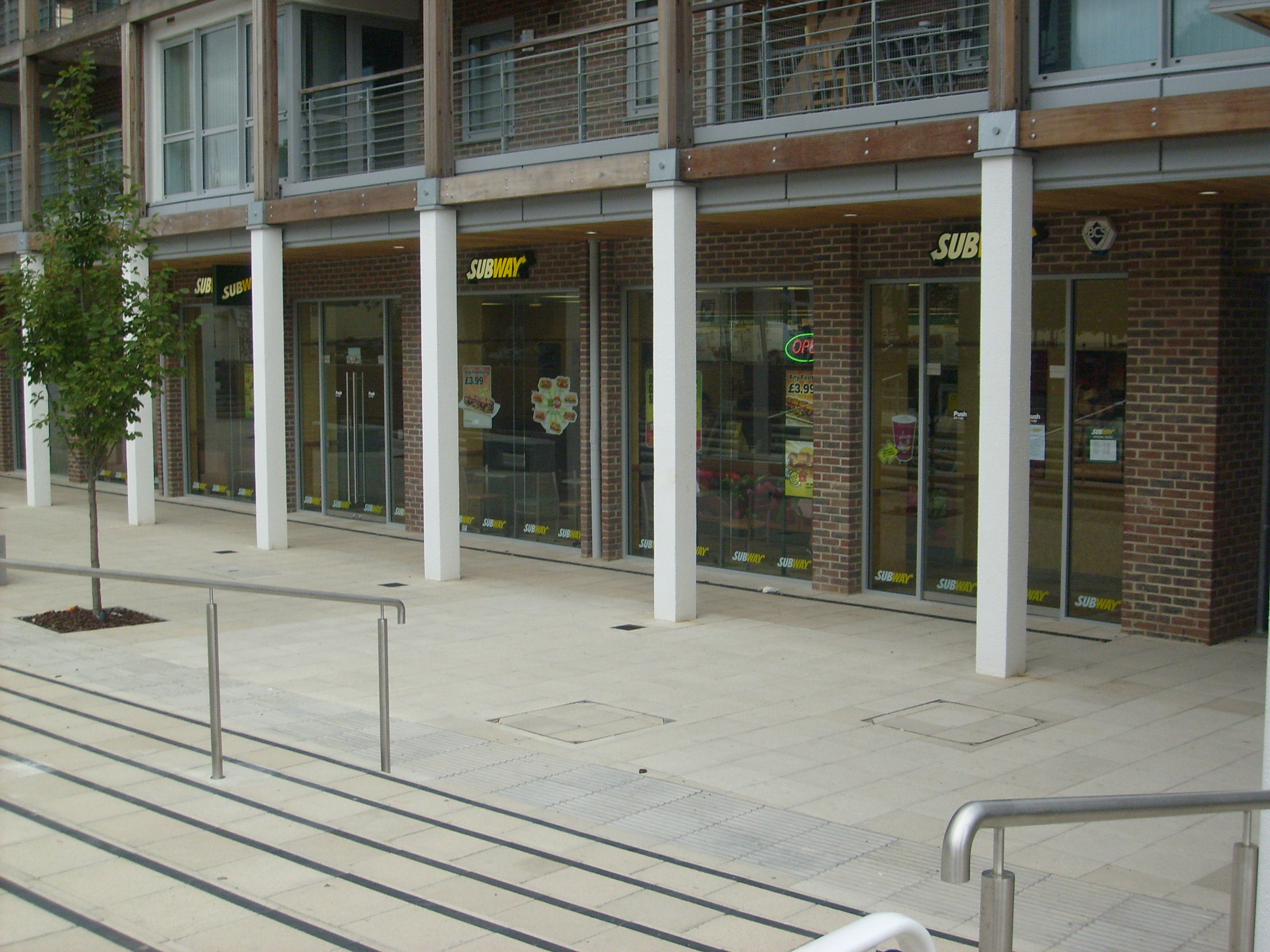
英國英格蘭，樸茨茅斯
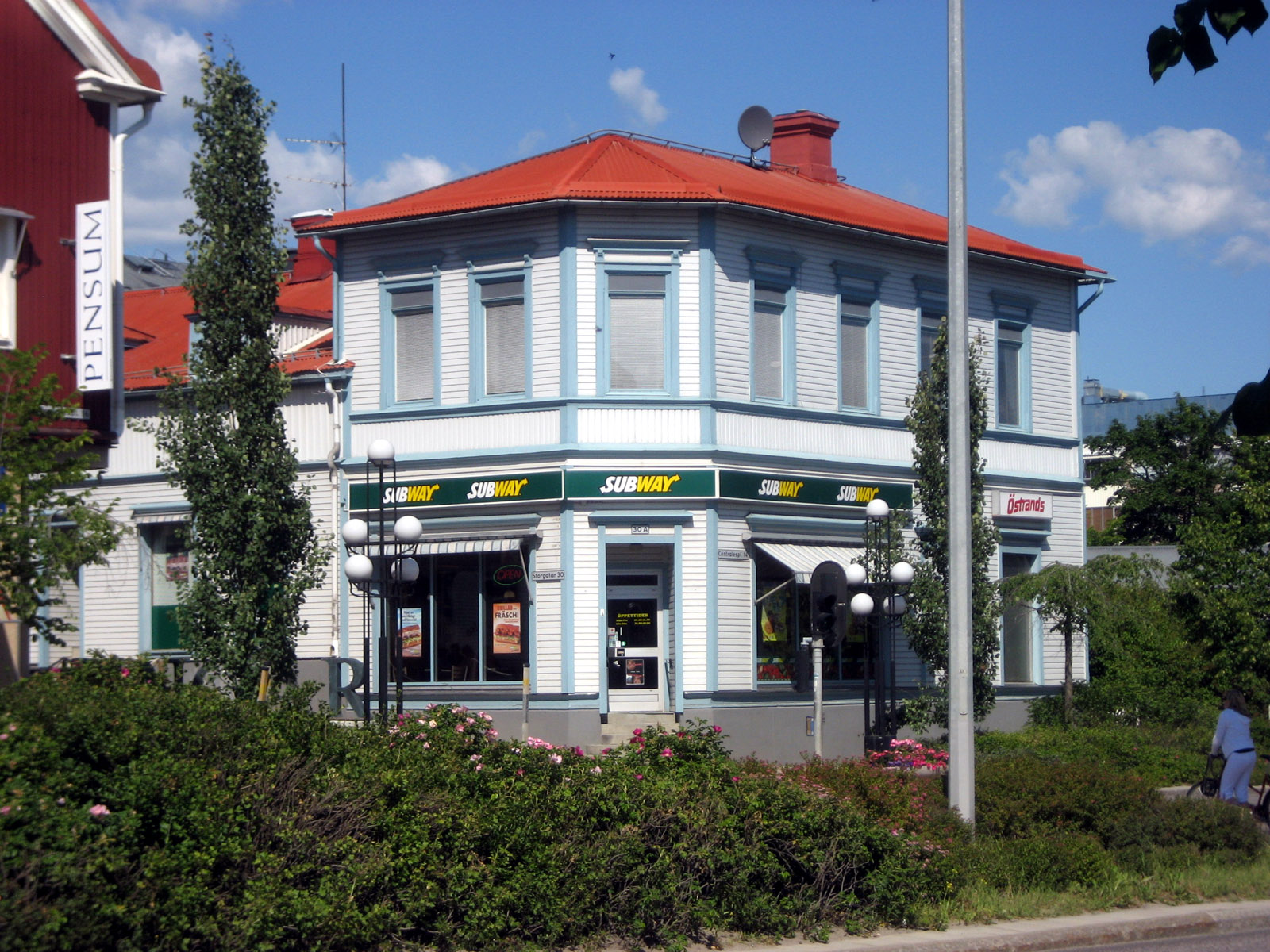
瑞典，恩舍爾茲維克
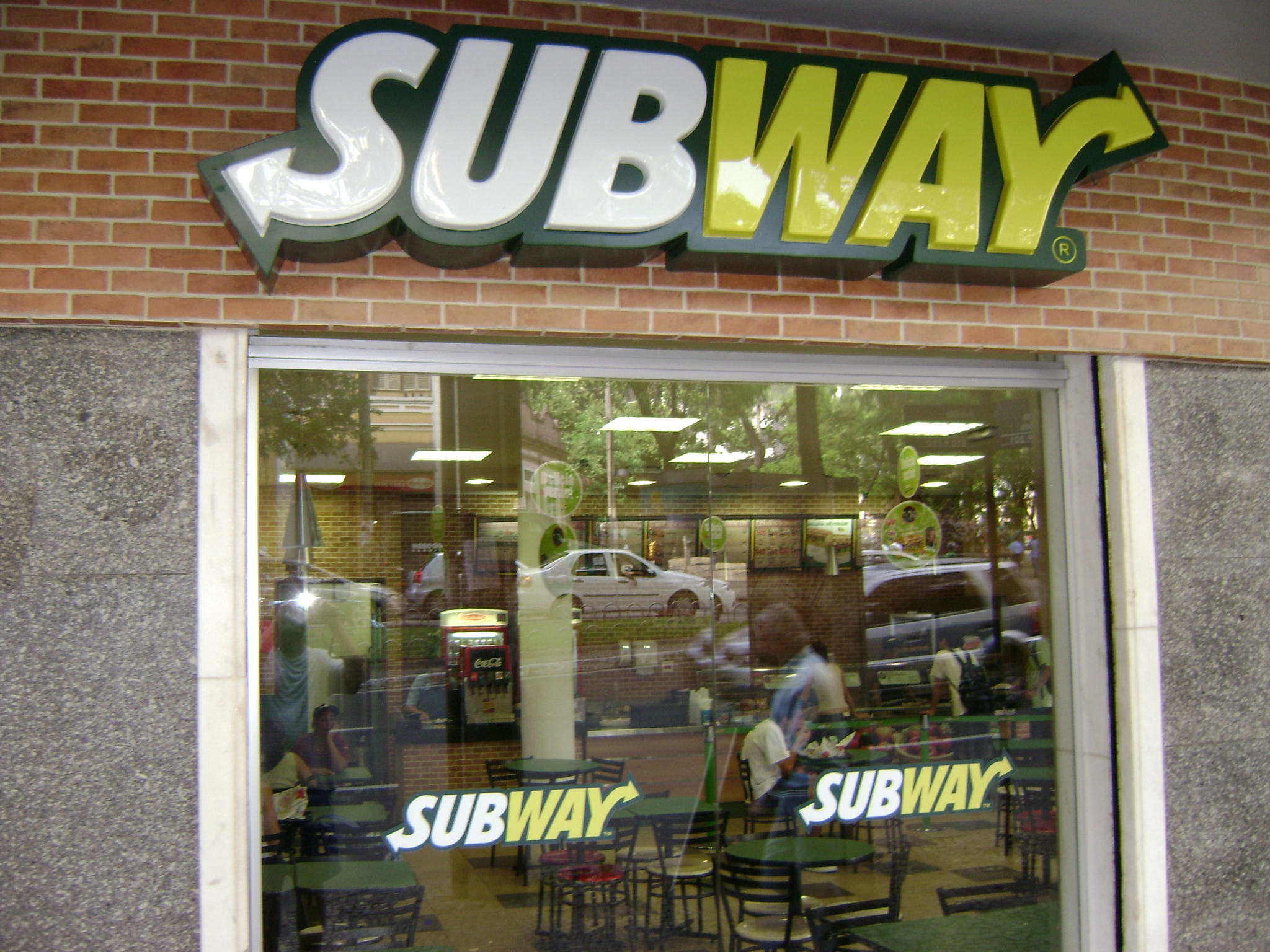
巴西Belo Horizonte的赛百味(2009)
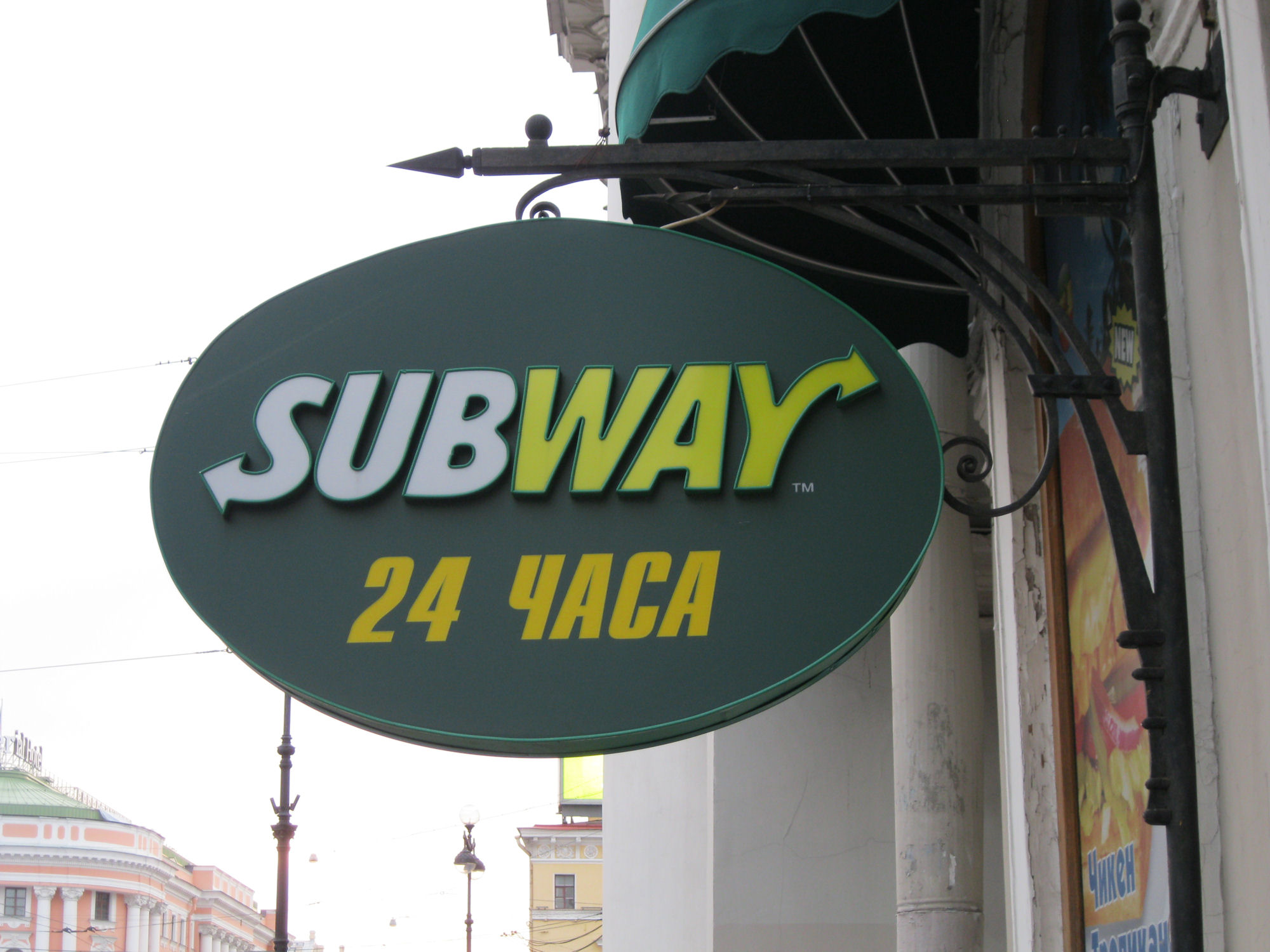
俄罗斯圣彼得堡的赛百味

## 醜聞
- 2018年裡，動物保護非營利組織 Lever槓桿發布一則關於 Subway亞洲雞蛋供應鏈的秘密調查，並譴責其持續提供來自籠養農場的雞蛋給亞洲客人[25][26] Subway egg supplier investigation - feces piles up inches away from birds

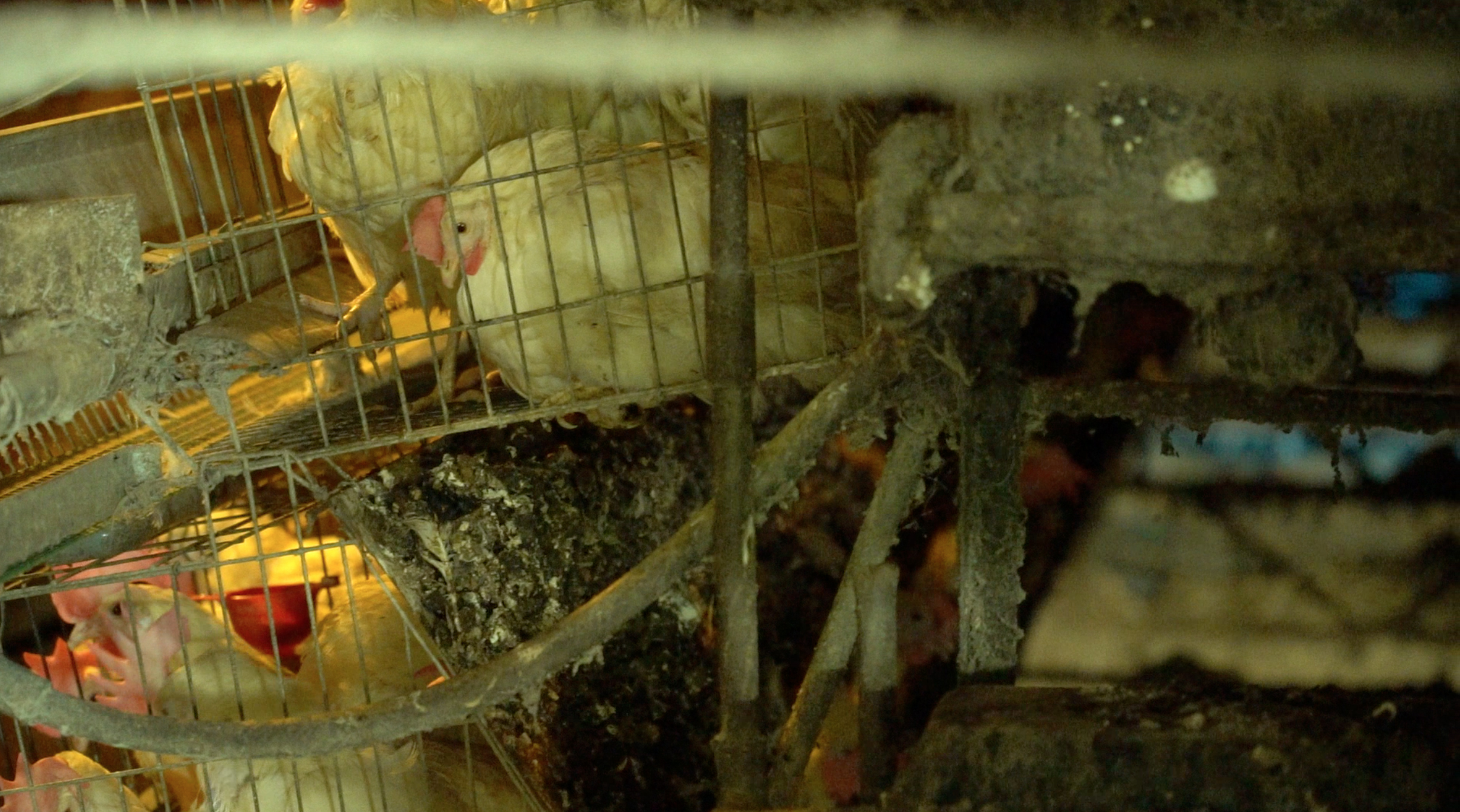
Subway egg supplier investigation - feces piles up inches away from birds

- 2013年，美國俄亥俄州哥倫布市在Subway速食店工作的男子，在店內作出明顯違反食品安全的行為。[27]
- [28]
- [29]
- [30]
- 傑瑞德·法哥（英语：Jared Fogle）:Subway前代言人，2015年因持有兒童色情影片被捕[31]
- [32][33]
- [34]
- [35]
- [36]
- [37]

## 近況
- 2015年9月17日，Subway共同創辦人之一的佛雷德·迪盧卡因病去世，享年67歲[38]。

- 2014年、2015年，赛百味连续两年巨额亏损，在美国本土大规模关店[39][40]。而在中国大陆市场，赛百味与其它同样来自美国的西式快餐品牌相比，业绩并不突出[41]

- 2020年9月30日，爱尔兰法院根据1972年的增税法案，裁定赛百味的麵包含糖量过高，在法律上不能算做是面包为由，撤销赛百味特许经营商豁免增值税的申请。

## 同類型速食連鎖店
- Quiznos
- 麦当劳
- 肯德基
- 溫蒂漢堡
- 漢堡王
- 摩斯漢堡

## 外部連結
- 官方网站
  - Subway的Facebook專頁
  - SUBWAY的X（前Twitter）